# Lotos (časopis)
Lotos byl časopis, který vydával přírodovědný spolek Lotos. Časopis byl vydávaný uvedeným spolkem od roku 1851. Jeho celý a oficiální název zněl: Lotos, Zeitschrift für Natur-Wissenschaften. V časopise byly publikovány převážně články s přírodovědnou tematikou, včetně některých entomologických problémů. Celý název spolku Lotos byl Deutscher Naturwissenschaftlicher-Medizinischer Verein für Böhmen "Lotos". Mezi členy spolku a přispěvatele časopisu patřili významní vědci tehdejší doby, například Jan Evangelista Purkyně a jeho syn Emanuel. Ten byl navíc v letech 1851 až 1858 kustodem přírodovědeckých sbírek spolku.